# 花花柴属
花花柴属（学名：Karelinia）是菊科下的一个属，为草本植物。该属仅有花花柴（Karelinia caspica）一种，分布于东亚。